# كامن تريفونوف
كامن تريفونوف هو لاعب كرة قدم بلغاري في مركز الدفاع، ولد في 27 يوليو 1990 في فارنا في بلغاريا. لعب مع نادي تشيرنو مور فارنا ونادي دوبرودزا دوبريتش.

## وصلات خارجية
- كامن تريفونوف على موقع قاعدة بيانات كرة القدم.إي يو (الإنجليزية)
- كامن تريفونوف على موقع عالم كرة القدم.نت (الإنجليزية)